# Michal Hvorecký

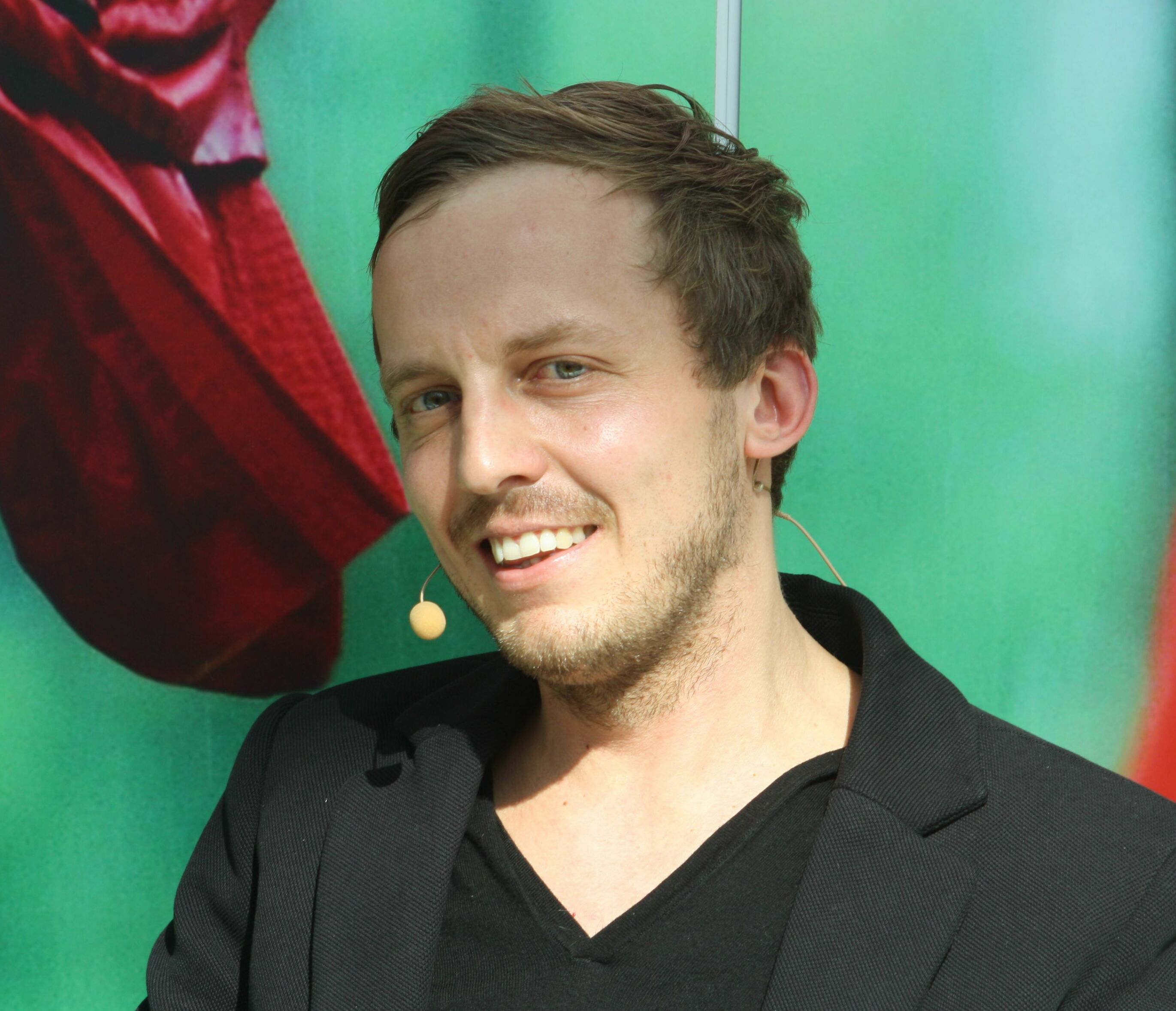
Michal Hvorecký

Michal Hvorecký (ur. 29 grudnia 1976 w Bratysławie) – słowacki pisarz, autor opowiadań, powieściopisarz i publicysta.
Jest autorem zbiorów opowiadań Silný pocit čistoty (1998) oraz Lovci & zberači (2001). W Polsce ukazał się wybór tekstów z obu tomów zatytułowany W misji idealnej czystości. W swoich utworach Hvorecky chętnie posługuje się cyberpunkową stylizacją, w ironiczny sposób ukazuje paradoksy konsumpcjonizmu i odwołuje się do mitów popkultury. Jest także autorem dwóch powieści Posledný hit (2003) i Plyš (2005).